# Liste der Gefäßpflanzen Deutschlands/I
- Igelkolben, Aufrechter (Sparganium erectum) - Familie: Typhaceae
- Igelkolben, Einfacher (Sparganium emersum) - Familie: Typhaceae
- Igelkolben, Schmalblättriger (Sparganium angustifolium) - Familie: Typhaceae
- Igelkolben, Zwerg- (Sparganium natans) - Familie: Typhaceae
- Igelsame, Kletten- (Lappula squarrosa) - Familie:Boraginaceae
- Igelsame, Wald- (Lappula deflexa) - Familie: Boraginaceae
- Igelschlauch (Baldellia ranunculoides) - Familie: Alismataceae
- Immenblatt (Melittis melissophyllum) - Familie: Lamiaceae
- Immergrün, Kleines (Vinca minor) - Familie: Apocynaceae
- Innsegge, Bastard- (Carex x oenensis (Carex acuta x C. randalpina)) - Familie:Cyperaceae